# 다타라하마 전투
다타라하마 전투(일본어: 多々良浜の戦い, たたらはまのたたかい)는 일본 남북조 시대(南北朝時代)인 겐무(建武) 3년(1336년)에 일어난 전투이다.

## 경위
고다이고 천황(後醍醐天皇)의 겐무 신정(建武新政)에서 이반한 아시카가 다카우지(足利尊氏)는 겐무 정권으로부터 다카우지 추토를 명받은 닛타 요시사다(新田義貞)를 하코네(箱根) ・ 다케노시타(竹ノ下)의 전투에서 격파하고, 나아가 닛타군을 추격해 교토를 확보하고자 하였으나, 겐무 3년(1336년) 구스노키 마사시게(楠木正成)나 기타바타케 아키이에(北畠顕家) 등과 연계한 궁방측 세력에 의해 교토 주변에서 패하고 바닷길로 서쪽으로 달아났다. 도중에 하리마국(播磨国)의 아카마쓰 노리무라(赤松則村, 아카마쓰 엔신円心) 등에게도 패하여 재흥을 위해 규슈(九州)로 향했다.
다카우지는 아시카가 측에 아군으로 가담한 히젠(肥前)의 슈고(守護) 쇼니 요리히사(少弐頼尚) 등의 환영을 받았다. 한편으로 궁방에 아군으로 가세한 히고(肥後)의 기쿠치 다케토시(菊池武敏)를 비롯하여 지쿠젠(筑前)의 아키즈키 다네미치(秋月種道), 히고의 아소 고레타다(阿蘇惟直), 지쿠고(筑後)의 가마치 다케히사(蒲池武久)나 호시노 이에요시(星野家能) 등 규슈 지역 여러 호족이 대거 궁방으로 가세하였고, 2만 기(騎) 이상으로 불어난 이들 군세는 하카타(博多)를 쳐서 쇼니씨(少弐氏)의 본거지인 다자이후(大宰府)를 습격해 함락시키고, 쇼니 사다쓰네(少弐貞経)를 자결로 몰아갔다. 사다쓰네가 아시카가 군에 조달했던 장비도 다자이후 함락과 함께 소실되었다.
아시카가측 군세는 지쿠젠 무나가타(宗像)을 본거지로 무나가타 우지노리(宗像氏範) 등의 지원을 얻어 무나가타 대사(宗像大社)에 전승을 기원하고, 지쿠젠의 다타라하마(多々良浜)에 포진해 있던 기쿠치 씨(菊池氏) 등 궁방측 군세와 전투를 벌였다. 당시 아시카가를 따르는 군세는 2천 기에 지나지 않았다.
그러나 기쿠치 측에서 대거 배반자가 속출하여 전황이 역전되었고, 기쿠치 군세는 붕괴되어 흩어져버렸다. 아소 고레타다는 전사하였다.
이렇듯 다수의 배신자가 발생하게 된 배경으로는 규슈 지역의 여러 호족들을 아군으로 끌어들여 대병력을 구성하기는 했어도 그 대부분은 궁방이 유리한 정세를 보고 기쿠치 다케토시에게 아군으로 가담한 자도 있었던 데에 있다. 궁방측이 확실한 아소 고레타다 정도를 제외하면 대부분은 사태의 추이를 엿보며 관망하고 있었고, 심지어는 다카우지로부터 임명된 무장들도 있었다. 또한 압도적으로 불리한 상황이 되어서도 오히려 더욱 적극적인 전법을 펼치며 궁방측에 가담한 무장들의 이반을 유도한 다카우지의 전략도 주효하였다.
이 전투의 결과로 규슈 전역이 아시카가측으로 돌아섰고, 다카우지는 재기할 발판을 마련할 수 있었다. 그는 잇시키 노리우지(一色範氏)나 니키 요시나가(仁木義長) 등을 규슈 제압을 위해 남겨두고 다시금 교토로 향했고, 셋쓰국(摂津国) 미나토가와 전투(湊川の戦い)에서 구스노키 마사시게를 격파하였다. 그러나 그 뒤에도 기쿠치씨는 아시카가 군세를 향해 완강한 저항을 이어나갔다.

## 유적
다타라하마 전투 당시 전투 장소는 후쿠오카 유통센타(福岡流通センター) 부지에 해당하는데, 그 한모퉁이에 현도 후쿠오카 노가타선 유통센타(県道福岡直方線流通センター) 서구(西口) 교차점(니시테쓰 버스 하마다 정류장 ・ JR규슈 버스 노카타 선直方線 지쿠젠 하마다 정류장 부근)에 기념비가 세워져 있다. 그곳에서 남동쪽으로 나아가면 전사자를 제사하는 가부토즈카(兜塚) 터가 있고 「가부토즈카 유래기」(兜塚由来記)라는 비석이 세워져 있다.

## 비고
- 『태평기』(太平記)의 기술에 따르면 기쿠치 군세는 4, 5만 기였고 다카우지의 군세는 500기로 거의 백 배에 가까운 차이가 났다고 과장하여 표현하고 있다.
- 잇시키 노리우지가 규슈에 남아 있으면서 규슈 지역 진압을 맡게 된 것은 이후 무로마치 막부(室町幕府)의 체제에서 규슈 단다이(九州探題)의 선례가 되었고, 노리우지를 초대 규슈 단다이로 간주하고 있다.[3]